# Nacha Niva
Nacha Niva (en Наша ніва) est le plus ancien journal de langue biélorusse. Généralement classé parmi les journaux progressistes, il est l'un des rares périodiques d'opposition au président Alexandre Loukachenko en Biélorussie.

## Fondation
L'hebdomadaire Nacha Niva (« Notre Champ ») a été fondé en 1906 par les frères Anton et Ivan Loutskievitch (be). Les premiers numéros sont sortis le 10 novembre 1906. Le journal était initialement destiné à un lectorat rural ainsi qu'à l'intelligentsia nationaliste.

## Historique

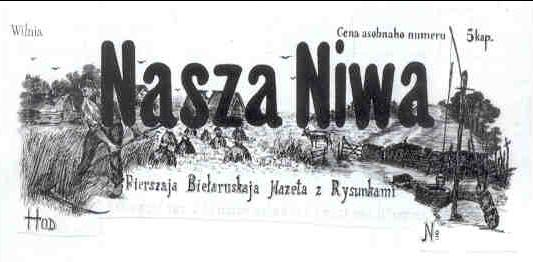
Nacha Niva.

### 1906-1915
Nacha Niva est fondé en 1906 à Vilna, le fief du mouvement indépendantiste biélorusse dans l'Empire russe de cette époque. Le journal publie également les œuvres littéraires des auteurs biélorusses.
Il doit faire face à la censure imposée par les autorités de l'Empire russe (en), qui s'étend sur le territoire de la Biélorussie actuelle. En 1915, le journal disparaît à cause des difficultés dues à la Première Guerre mondiale. Son dernier numéro hebdomadaire paraît le 7 août 1915. En septembre, l'armée allemande occupe Vilna (aujourd'hui Vilnius).
À l'époque soviétique, le journal est accusé d'avoir été « nationaliste », « contre-révolutionnaire » et « capitaliste », bien que la majorité de ses fondateurs se réclamassent du socialisme. La plupart d'entre eux sont victimes des purges staliniennes.

### Depuis 1991
Avec la perestroïka, des initiatives de rétablissement du journal apparaissent. En 1991, Nacha Niva renaît à Vilnius. Siarhieï Doubaviets en devient rédacteur en chef.
Avec l'arrivée de Loukachenko à la tête de la Biélorussie en 1996, la presse favorable à l'opposition ainsi que de nombreux journaux en langue biélorusse subissent des pressions. Ainsi, depuis 2005, Nacha Niva n'est plus vendu dans le réseau de distribution contrôlé par l'État.
Actuellement, Nacha Niva est l'un des derniers journaux en langue biélorusse (a fortiori en orthographe classique biélorusse) du pays, le reste de la presse étant en langue russe.

## Liens
- Site officiel
- Notices d'autorité :   - VIAF
  - LCCN
  - GND
  - Tchéquie
  - WorldCat